# 12-es busz (Ózd)
Az ózdi 12-es jelzésű autóbuszvonal körjáratként a Kórház és a Március 15. utca között húzódik a Vasútállomáson és Bolyokon át, amelyet a MÁV Személyszállítási Zrt. üzemeltet.

## Története
A 12-es helyijárat a régebbi 22-es buszvonalat váltotta fel, ami a városi buszállomás és az Ózdi Ruhagyár között közlekedett a Március 15. utcán keresztül. Jelenleg 12-es jelzéssel körjáratok közlekednek a Kórháztól és az Autóbusz-állomástól, melyek először a Vasútállomást érintik, utána a Március 15. utcát, majd Bolyokon keresztül jutnak vissza az Almási Balogh Pál kórházhoz. Kettő járat a Bolyki Tamás utcai általános iskolától indul.
A régebbi 21-es busznak semmi köze a jelenlegihez, hiszen a Brassói út helyett a 12-esnek a fordított változata, ugyanezen az útvonalon. 

## Útvonala
| Kórház ➝ Autóbusz-állomás ➝ Március 15. utca ➝ Autóbusz-állomás ➝ Kórház | Ellentétes irányban a 21-es helyijáratok közlekednek. |
| --- | ----------------------------------------------------- |
| Kórház ➝ Bányász utca ➝ Bem utca ➝ József Attila út ➝ Szabó Lőrinc utca ➝ Ív út ➝ Munkás út ➝ Autóbusz-állomás ➝ Munkás út ➝ Jászi Oszkár utca ➝ Volny József út ➝ Velencetelep ➝ Petőfi Sándor út ➝ Március 15. utca ➝ Pap utca ➝ Bolyki Tamás utca ➝ Bolyki Tamás utca általános iskola ➝ Bolyki főút ➝ Árpád vezér út ➝ Zrínyi Miklós út ➝ Malom út ➝ Vasvár út ➝ Munkás út ➝ (Autóbusz-állomás ➝) Munkás út ➝ 48-as út ➝ Bem utca ➝ Bányász utca ➝ Kórház | Ellentétes irányban a 21-es helyijáratok közlekednek. |

## Közlekedése
Az autóbuszvonal járatai hétköznapokon közlekednek a reggeli órákban, valamint a Kórháztól induló járat kiegészítőként közlekedik iskolai reggeleken.
| Viszonylat                                                      | Indításszám | Közlekedési rend |
| --------------------------------------------------------------- | ----------- | ---------------- |
| Kórház ➝ Március 15. utca ➝ Kórház                              | 1 oda       | tanítási napokon |
| Autóbusz-állomás ➝ Március 15. utca ➝ Autóbusz-állomás ➝ Kórház | 1 oda       | munkanapokon     |
| Bolyki Tamás utcai általános iskola ➝ Kórház                    | 2 oda       | munkanapokon     |

### Járművek
Az autóbuszvonalon legtöbbször csuklós autóbuszok jelennek meg, melyen szinte mindig Volvo 7700A (KNL-244) típusú gépkocsi szerepel.

## Megállóhelyei
| 12 (Kórház ► Autóbusz-állomás ► Március 15. utca ► Autóbusz-állomás ► Kórház) | 12 (Kórház ► Autóbusz-állomás ► Március 15. utca ► Autóbusz-állomás ► Kórház) | 12 (Kórház ► Autóbusz-állomás ► Március 15. utca ► Autóbusz-állomás ► Kórház) | 12 (Kórház ► Autóbusz-állomás ► Március 15. utca ► Autóbusz-állomás ► Kórház) | 12 (Kórház ► Autóbusz-állomás ► Március 15. utca ► Autóbusz-állomás ► Kórház) | 12 (Kórház ► Autóbusz-állomás ► Március 15. utca ► Autóbusz-állomás ► Kórház) | 12 (Kórház ► Autóbusz-állomás ► Március 15. utca ► Autóbusz-állomás ► Kórház) | 12 (Kórház ► Autóbusz-állomás ► Március 15. utca ► Autóbusz-állomás ► Kórház) | 12 (Kórház ► Autóbusz-állomás ► Március 15. utca ► Autóbusz-állomás ► Kórház) | 12 (Kórház ► Autóbusz-állomás ► Március 15. utca ► Autóbusz-állomás ► Kórház) | 12 (Kórház ► Autóbusz-állomás ► Március 15. utca ► Autóbusz-állomás ► Kórház) |
| Sorszám (↓)                                                                   | Sorszám (↓)                                                                   | Sorszám (↓)                                                                   | Megállóhely                                                                   | Kilométer (↓)                                                                 | Kilométer (↓)                                                                 | Kilométer (↓)                                                                 | Perc (↓) | Perc (↓)                                                                      | Perc (↓)                                                                      | Átszállási kapcsolatok |
| ----------------------------------------------------------------------------- | ----------------------------------------------------------------------------- | ----------------------------------------------------------------------------- | ----------------------------------------------------------------------------- | ----------------------------------------------------------------------------- | ----------------------------------------------------------------------------- | ----------------------------------------------------------------------------- | --- | ----------------------------------------------------------------------------- | ----------------------------------------------------------------------------- | --- |
| 0                                                                             |                                                                               |                                                                               | Kórház végállomás                                                             | 0.0 km                                                                        |                                                                               |                                                                               | 0 |                                                                               |                                                                               | 1, 2, 4, 8, 20, 21 4101, 4102, 4161 |
| 1                                                                             | Petőfi tér                                                                    | 0.6 km                                                                        | 2                                                                             | 1, 2, 4, 8, 20, 21 3410, 3412, 4101, 4102, 4153, 4154, 4157, 4158, 4160, 4161 |                                                                               |                                                                               | |                                                                               |                                                                               | |
| 2                                                                             | József Attila út 3.                                                           | 0.8 km                                                                        | 3                                                                             | 1, 2, 4, 8, 20, 21, 23 4101, 4102, 4158                                       |                                                                               |                                                                               | |                                                                               |                                                                               | |
| 3                                                                             | Hotel Ózd                                                                     | 1.3 km                                                                        | 4                                                                             | 1, 2, 4, 8, 20, 21 4101, 4102, 4153, 4158, 4160, 4161                         |                                                                               |                                                                               | |                                                                               |                                                                               | |
| ∫                                                                             | 0                                                                             | Autóbusz-állomás vonalközi végállomás                                         | ∫                                                                             | 0.0 km                                                                        | ∫                                                                             | 0                                                                             | 1, 2, 2A, 3, 4, 6, 7, 8, 20A, 21, 26, 47, 68, 74, 76, 78 1031, 1034, 1051, 1369, 1384, 1411 3410, 3770, 3773, 4101, 4102, 4104, 4140, 4145, 4147, 4148, 4150, 4151, 4153, 4155, 4157, 4158, 4160, 4161, 4180, 4185, 4186 |                                                                               |                                                                               | |
| 4                                                                             | 1                                                                             | Gyujtó tér                                                                    | 1.8 km                                                                        | 0.3 km                                                                        | 6                                                                             | 1                                                                             | 2, 2A, 4, 6, 7, 8, 20, 20A, 21, 23, 26, 47, 63, 68, 74, 76, 78 4102 |                                                                               |                                                                               | |
| 5                                                                             | 2                                                                             | Vasútállomás                                                                  | 2.7 km                                                                        | 1.2 km                                                                        | 8                                                                             | 3                                                                             | 4, 7, 8, 21, 47, 68, 74, 76, 78 1369, 1384, 1410, 1411 3770, 3773, 4104, 4140, 4145 személyvonat – Ózd (92) |                                                                               |                                                                               | |
| 6                                                                             | 3                                                                             | Zsolnai tér                                                                   | 3.5 km                                                                        | 2.0 km                                                                        | 10                                                                            | 5                                                                             | 8, 21, 68, 78 |                                                                               |                                                                               | |
| 7                                                                             | 4                                                                             | Március 15. utca 12.                                                          | 3.8 km                                                                        | 2.3 km                                                                        | 11                                                                            | 6                                                                             | 21 |                                                                               |                                                                               | |
| 8                                                                             | 5                                                                             | Liszt Ferenc utca                                                             | 4.3 km                                                                        | 2.8 km                                                                        | 13                                                                            | 8                                                                             | 21 |                                                                               |                                                                               | |
| 9                                                                             | 6                                                                             | Strand utca                                                                   | 4.7 km                                                                        | 3.2 km                                                                        | 14                                                                            | 9                                                                             | 21 |                                                                               |                                                                               | |
| 10                                                                            | 7                                                                             | Gömöri út                                                                     | 5.1 km                                                                        | 3.6 km                                                                        | 15                                                                            | 10                                                                            | 21 |                                                                               |                                                                               | |
| 11                                                                            | 8                                                                             | Március 15. utca 170.                                                         | 5.5 km                                                                        | 4.0 km                                                                        | 17                                                                            | 12                                                                            | 21 |                                                                               |                                                                               | |
| 12                                                                            | 9                                                                             | 0                                                                             | Bolyki Tamás utcai általános iskola vonalközi végállomás                      | 6.0 km                                                                        | 4.5 km                                                                        | 0.0 km                                                                        | 18 | 13                                                                            | 0                                                                             | 21, 26 |
| 13                                                                            | 10                                                                            | 1                                                                             | Bolyki Tamás utca 64., Asztalos Kft.                                          | 6.3 km                                                                        | 4.8 km                                                                        | 0.3 km                                                                        | 19 | 14                                                                            | 1                                                                             | 2, 2A, 20, 20A, 21, 26 1369 3770, 4102 |
| 14                                                                            | 11                                                                            | 2                                                                             | Bolyki főút, ABC áruház                                                       | 6.8 km                                                                        | 5.3 km                                                                        | 0.8 km                                                                        | 20 | 15                                                                            | 2                                                                             | 2, 2A, 20, 20A, 21, 26 1369 3770, 4102, 4186 |
| 15                                                                            | 12                                                                            | 3                                                                             | Strandfürdő                                                                   | 7.2 km                                                                        | 5.7 km                                                                        | 1.2 km                                                                        | 22 | 17                                                                            | 4                                                                             | 2, 2A, 20, 20A, 21, 23, 26 1369 3770, 4102, 4186 |
| 16                                                                            | 13                                                                            | 4                                                                             | Civil Ház                                                                     | 7.5 km                                                                        | 6.0 km                                                                        | 1.5 km                                                                        | 23 | 18                                                                            | 5                                                                             | 2, 2A, 20, 20A, 21, 23, 26 1369 3770, 4102 |
| 17                                                                            | 14                                                                            | 5                                                                             | Árpád Vezér Általános Iskola                                                  | 7.8 km                                                                        | 6.3 km                                                                        | 1.8 km                                                                        | 24 | 19                                                                            | 6                                                                             | 2, 2A, 20, 20A, 21, 23, 26 1369 3770, 4102 |
| 18                                                                            | 15                                                                            | 6                                                                             | Zrínyi Miklós út 5.                                                           | 8.2 km                                                                        | 6.7 km                                                                        | 2.2 km                                                                        | 25 | 20                                                                            | 7                                                                             | 2, 2A, 20, 20A, 21, 23, 26 1369 3770, 4102, 4186 |
| 19                                                                            | 16                                                                            | 7                                                                             | Bolyki elágazás                                                               | 8.6 km                                                                        | 7.1 km                                                                        | 2.6 km                                                                        | 26 | 21                                                                            | 8                                                                             | 2, 2A, 6, 20, 20A, 21, 23, 26, 63, 68, 76 1031, 1034, 1051, 1369, 1384 3770, 4102, 4180, 4185, 4186 |
| 20                                                                            | 17                                                                            | 8                                                                             | Városháztér                                                                   | 9.2 km                                                                        | 7.7 km                                                                        | 3.2 km                                                                        | 27 | 22                                                                            | 9                                                                             | 2, 2A, 6, 20, 20A, 21, 23, 26, 46, 63, 68, 76 1369, 1384 3770, 4102, 4180, 4185, 4186 |
| 21                                                                            | 18                                                                            | 9                                                                             | Gyujtó tér                                                                    | 9.8 km                                                                        | 8.4 km                                                                        | 3.8 km                                                                        | 29 | 24                                                                            | 11                                                                            | 2, 2A, 4, 6, 7, 8, 20, 20A, 21, 23, 26, 47, 63, 68, 74, 76, 78 4102 |
| ∫                                                                             | 19                                                                            | ∫                                                                             | Autóbusz-állomás vonalközi végállomás                                         | ∫                                                                             | 8.7 km                                                                        | ∫                                                                             | ∫ | 25                                                                            | ∫                                                                             | 1, 2, 2A, 3, 4, 6, 7, 8, 20A, 26, 47, 68, 74, 76, 78 1031, 1034, 1051, 1369, 1384, 1411 3410, 3770, 3773, 4101, 4102, 4104, 4140, 4145, 4147, 4148, 4150, 4151, 4153, 4155, 4157, 4158, 4160, 4161, 4180, 4185, 4186 |
| 22                                                                            | 20                                                                            | 10                                                                            | Hotel Ózd                                                                     | 10.4 km                                                                       | 9.2 km                                                                        | 4.4 km                                                                        | 31 | 26                                                                            | 13                                                                            | 1, 2, 4, 8, 20, 21 4101, 4102, 4153, 4158, 4160, 4161 |
| 23                                                                            | 21                                                                            | 11                                                                            | 48-as út 8.                                                                   | 10.8 km                                                                       | 9.6 km                                                                        | 4.8 km                                                                        | 32 | 27                                                                            | 14                                                                            | 1, 2, 4, 8, 20, 21, 23 4101, 4102, 4158 |
| 24                                                                            | 22                                                                            | 12                                                                            | Petőfi tér                                                                    | 11.0 km                                                                       | 9.9 km                                                                        | 5.0 km                                                                        | 33 | 28                                                                            | 15                                                                            | 1, 2, 4, 8, 20, 21 3410, 3412, 4101, 4102, 4153, 4154, 4157, 4158, 4160, 4161 |
| 25                                                                            | 23                                                                            | 13                                                                            | Kórház végállomás                                                             | 11.6 km                                                                       | 10.4 km                                                                       | 5.6 km                                                                        | 35 | 30                                                                            | 17                                                                            | 1, 2, 4, 8, 20, 21 4101, 4102, 4161 |